# Eremochroa paradesma
Eremochroa paradesma är en fjärilsart som beskrevs av Oswald Beltram Lower 1902. Eremochroa paradesma ingår i släktet Eremochroa och familjen nattflyn. Inga underarter finns listade i Catalogue of Life.